# Dragon Crisis!
《Dragon Crisis!》（日語：ドラゴンクライシス！）是城崎火也撰寫，亞方逸樹插畫的輕小說作品，集英社Super Dash文庫出版。中文版由青文出版社代理。
於2009年3月25日由Frontier Works發售廣播劇CD，電視動畫於2011年1月10日開始播出，3月28日播放完畢，全12話。

## 故事簡介
普通高中生如月龍司的平穩生活，自從表姊回國後便大為改變。和她一起搶來的箱子裡面，竟然有個龍族少女！
被取名為蘿絲的少女不知為何對龍司十分傾心。同時，以她為目標的黑暗組織也開始行動。為了保護蘿絲，龍司決定超越自己過去的心靈創傷而面對戰鬥。

## 登場角色
※以下聲優為廣播劇CD及動畫

### 主要人物
如月龍司（聲優：下野紘）
主角。高中生。在小說第四集時身高172.5公分、體重57公斤、15歲（故事途中滿16歲）。雙親是世界知名的寶物獵人及遺物使。P值120以上（123）、L值5800（史上最高數值）。世界上第八個等級十的遺物使，在故事開始時因為心靈創傷而逃避這個事實，後來在第三卷後（動畫第七話後）時把身分登錄在世界遺物保護協會當中。個性溫柔，十分受異性喜愛，不過經常被別人推著走，總是被蘿絲和英理子玩弄，討厭青蛙。和蘿絲訂定契約，能合力使出——「 ENGAGE」，當左手和蘿絲的右手相疊時能發揮驚人的力量。曾經被詛咒遺物侵蝕過。
本身是一種罕見的「活體遺物」，就如「龍司」這名字一樣，是能掌管龍類的遺物，也因此能跟龍類結合、打倒龍、統治龍、定契約。對於龍類來說，是奪取他們自由的存在、帶來毀滅的人——「Dragon Crisis」（司掌龍之人）。目前還不清楚為什麼會出現這種情況，但可以確定與龍司的父母有關。
在動畫十二話中，向蘿絲告白，並且與蘿絲接吻合力使出——「LOVE ENGAGE」再次擊敗奧尼基斯。可以確定與蘿絲互相愛著。
龍息之痕（Slash Breath）
使用龍之牙製作的短劍，S級遺物。個人原本不得持有S級遺物，卻靠著龍司雙親與世界遺物保護協會之間的交易而破例核准。揮舞時可以產生風壓砍傷對手。能夠切斷奧尼基斯的羽翼，在契約發動時能夠破壞同為S級遺物的Ice Rage。
蘿絲（聲優：釘宮理惠）
紅龍的公主。金髮藍眼的美少女。外表看來像十四歲，但實際上只有十歲。龍紋的顏色為紅色，能夠展開紅色翅膀進行短時間飛行與操縱火焰。她的名字「蘿絲」是龍司改的，名字有玫瑰(Rose)的意思，因為她手背上的龍紋很像玫瑰。性格天真無邪，喜歡雪糕。十年前剛出生時遇上年幼的龍司，感受到龍司的溫柔，從此對龍司念念不忘。十分喜歡龍司，對愛情的表現十分直接，會當眾要求「抱抱」，會一直對龍司說喜歡。當龍司光和其他女性說話時會妒火中燒。第三卷後(動畫第七話後)因為龍司就讀的學校理事長和Socitey有很要的關係，因此開始以如月蘿絲的名字和龍司上同一間高中。
能使用龍的吐息治療人，曾經用龍息救過龍司。
操縱的火燄可以消除遺物、淨化詛咒物。
龍司身為「Dragon Crisis」（司掌龍之人）的存在，使蘿絲在心底深處懼怕著龍司，但她本人並不知情。
七尾英理子（聲優：野上尤加奈）
龍司的表姊，19歲，大學生。雖為巨乳美人，行為卻十分蠻橫。等級七的遺物使（在第四集接受測定時測出相當於等級八的數值，變化原因不明）。有錢人家的千金小姐，到處尋找以前家中被奪取的遺物。以「Seven Tails」的名義申請成立遺物保護團體，但很快就被駁回。自己擔任團長，而龍司似乎是第一助手。
Stick（正式名稱不明）
等級B遺物。吹噓自己可以引發奇蹟的魔術師所使用的物品。叫喚「幻舞『○○』」後能夠發出各種幻覺。
真實之戀（True Love）
等級A的遺物。傳說中被戀人背叛的女性所擁有的一對耳環。戴在身上能夠聽到對方的真心話，不過只有女性能夠使用。原本為七尾家的所有物，被Fang奪走，奧尼基斯與齋木各自持有其中一半，打倒齋木後完整取得。
瑪露卡（聲優：堀江由衣）
白龍皇女，擁有操縱冰和雪的能力。委託龍司奪回Ice Rage。起初對人類抱持偏見，對蘿絲與人類訂定契約的行為感到十分憤怒，但隨著與龍司之間的相處漸漸對他產生好感而被蘿絲視為競爭對手。十分敬愛叔叔。與奧尼基斯是青梅竹馬。
奧德愛（聲優：豬口有佳）
暱稱為愛。15歲。右眼為金色，左眼為銀色、身材很好的美少女。專門竊取遺物的怪盜。擁有人狼之力，發揮力量時會長出獸耳與尾巴，獸耳和尾巴是弱點，非常敏感。聽從主人的命令反覆偷竊。
本名為牧原愛華。嬰兒時被齋木（古森）誘拐，被當成實驗品，並被齋木的謊言所騙，誤以為自己是被父母拋棄、身上流著詛咒之血，因而痛恨Socitey。在體內埋入遺物，右眼因為右腕被埋入遺物人狼之牙而改變顏色和右手臂身上出現的紋章。曾使用過等級A的遺物真實之戀（True Love），在第三卷龍司等人打倒齋木後回到雙親身邊，第四卷開始就讀高中。
不在乎自己的容貌，也不了解為何周圍的目光會集中在自己身上。
對龍司抱持好感，曾翹課探望龍司。人狼姿態時能力測定相當於等級八的遺物使。
江藤實咲（聲優：仁後真耶子）
龍司的青梅竹馬。擁有一頭齊肩黑髮，單戀龍司，緊張時會出現「啊嗚」的口癖。
與遺物、龍沒有關聯的一般人。在第六卷與龍司等人一同前往德國時似乎察覺到了遺物相關的事，不過也僅止於猜測的階段。

### 世界遺物保護協會（Socitey）
喬治・埃文斯（聲優：宮本充）
與龍司同為等級十的遺物使，英國人。外表老成，實際上只有十九歲。
個性堅毅，但卻不會過於頑固。英格蘭聖人會的虔誠信徒，身手高強，曾想殺死被當成惡魔使者的紅龍蘿絲與龍司與白龍瑪露卡。
在不知道龍司與蘿絲的真面目時態度親切，對瑪露卡一見鍾情。
在龍司破壞Ice Rage將他從詛咒中救出之後便與龍司等人成為好友。
第四卷被不明敵人襲擊，為了不被詛咒物控制而全力攻擊了自己，受了重傷。
Ice Rage
大型劍，S級遺物、詛咒物品，由愛丁堡的教會保管。不只威力強大，還能夠凍結被砍中的對象。從前勇者打倒龍後所留下的劍，實際上是白龍的寶劍。打倒龍的勇者為瑪露卡的父親。傳說裡的龍是在戀人被殺後，在盛怒之下失去理智的瑪露卡的叔叔(也就瑪露卡的父親的弟弟)，瑪露卡的父親並不得已只好用此寶劍將自己的弟弟斬殺，同時寶劍也充滿了瑪露卡的叔叔的怨念所形成的詛咒。原為避免混亂的處置，不過被當成錯誤的故事傳承下來，所以也間接導致喬治認知錯誤的認為龍是惡魔的使者。
劍中充滿瑪露卡叔叔的怨念，會讓使用者兇暴化。喬治也受到控制而攻擊龍司。最後被龍司以龍息之痕破壞。
薇安卡・Ａ・魯（聲優：松岡由貴）
世界遺物保護協會的研究人員，17歲，年僅15歲就進入研究部的超級天才少女，自稱「僕」」。隸屬於世界遺物保護協會舊金山分部，擁有顯眼的紅髮，綠色的眼睛，會在迷你旗袍上面再穿著一件白色實驗袍。遺物使等級四，十分平凡，但作為研究人員的能力出色，不過性格我行我素，為了達成目的而不擇手段。初次跟龍司見面時就直接使用類似火箭炮的混合型武器，目的是為了對龍司進行數值檢測，測定中發生了一些事情而搬進龍司的隔壁住，並且轉入日本分部專門研龍的權威的戶倉其下的研究室上班，並且幫助龍司等人監視戶倉。極度近視，沒有眼鏡會開始暴走。在12歲時曾經被龍司的父親救過一命，因此十分崇拜對方。
戶倉（聲優：飛田展男）
世界遺物保護協會的研究人員，日本分部專門研究龍的權威之一。
很好說話的研究狂人，常被英里子以蘿絲的身體樣本（如頭髮）利誘，私下使用協會的資源協助龍司等人。
千崎（聲優：遠藤大輔）
世界遺物保護協會的武裝人員。
日本分部武裝力量的首領，使用由遺物與一般物品混合製作的遺物槍，身手十分了得。
典型的刀子嘴豆腐心，看不慣龍司等人亂來的行為，卻又總是幫著戶倉博士替他們打掩護、收拾善後。
三奈木沙織
等級九的遺物操縱使，三奈木財閥的大小姐。
小說第九卷登場，自稱是龍司的未婚妻，其實是懷著某種目的接近龍司。
作風大膽，非常積極地搶奪龍司，讓蘿絲恨的牙癢癢。
最後卻對龍司有好感。
關口 努
等級五的遺物操縱使，沙織的青梅竹馬，比沙織小1歲。
園田英生
32歲。
園田貴生
等級十的遺物操縱使，園田英生之弟，30歲。

### 毒牙（Fang）
奧尼基斯（聲優：神谷浩史）
已成年的年輕黑龍，能幻化成一條巨大的黑龍，本能是搶奪其他龍族與其強制訂契約。Fang的首腦。小說第一卷抓走蘿絲，企圖與她訂契約。
號稱對女性都很溫柔，卻自稱蘿絲的未婚夫並擅自幫她戴上項鍊。在小說第一卷末(動畫第三話)與龍司交戰後被擊敗，動畫第十一話、第十二話再次出現企圖要再次強走蘿絲，闖入瑪露卡家中偷翻了瑪露卡家珍藏的密書，調查發現了龍司是一種罕見的「活體遺物」，帶來毀滅的人——「Dragon Crisis」（司掌龍之人），並用這句話打壓龍司，逼他交出蘿絲，被龍司的父親黎一郎的遺物武器弄瞎了左眼，並被龍司和蘿絲合力使出的「LOVE ENGAGE」擊敗，暫時消失不知去哪休養，能證明他可能還活著。
幼時曾被寄養在白龍神國，與瑪露卡是青梅竹馬。
莎菲（聲優：加藤英美里）
藍龍少女，擁有操縱水的能力，但並非屬於攻擊型，所以不具有強勁的攻擊威力。對奧尼基斯很有好感。在2年前完成了成龍儀式。對於自己的料理水平很得意，動畫第十二話因為奧尼基斯被打敗後，在他修養好回來之前，暫時轉入龍司的學校就讀。
甲斐（聲優：佐古真弓）
Fang的第二號人物，精明幹練的年輕女子。
本為某財團的當家大小姐，被家族視為第一號接班人。
在遇見奧尼基斯後就愛上他，甘願協助他打理Fang，而Fang能有如此大的規模，有一大半都要歸功於甲斐的運作，動畫第十二話因為奧尼基斯被打敗後，在他修養好回來之前，暫時潛入龍司的學校擔任教師。

### 其他人物
如月黎一郎（聲優：內田直哉）
等級九的遺物操縱使，龍司的父親，40歲。不隸屬於任何機構，世界知名的寶物獵人及遺物使。爲人自由豪邁，滿腦子都是遺物，總是在環遊世界。雖然總是丟下龍司,但卻深愛着龍司。將原本不能個人持有的S級遺物「龍息之痕」，透過與世界遺物保護協會之間的交易，留給了龍司。在5年前意外地救了薇安卡，動畫第十二話不明原因突然與妻子出現在日本，用自己的遺物武器弄瞎了奧尼基斯的左眼，動畫中只出現身影和聲音並沒有露臉。
如月羽奈（聲優：玉川紗己子）
等級九的遺物操縱使，龍司的母親，40歲。同樣不隸屬於任何機構，世界知名的寶物獵人及遺物使。滿腦子都是遺物，總是在環遊世界。雖然總是丟下龍司，但深愛着龍司。將原本不能個人持有的S級遺物「龍息之痕」，透過與世界遺物保護協會之間的交易，留給了龍司，動畫中只出現身影和聲音並沒有露臉，動畫第十二話不明原因突然與丈夫出現在日本。
相川真央（聲優：橘田泉）
龍司的同學，實咲的好友。短髮，運動細胞超羣的活潑少女，十分喜歡軍隊或軍人系列的相關産品，連衣服和一些小東西也偏好迷彩圖案，家中似乎很有錢。
相川真人（聲優：田邊真悟）
龍司的同學兼好友，真央的雙胞胎哥哥(動畫中是弟弟)。跟真央外貌神似，除了同屬於樂天開朗派，個性完全不一樣，常說些不正經的話而遭到真央各種痛扁，家中似乎很有錢。
齋木 / 古森（聲優：堀江一真）
新加入的收藏家，外表看來二十多歲。本名為古森，70歲，目的是為了報復Socitey對其友人的見死不救。十五年前從牧原家中偷走還是嬰兒的牧原愛華，在其右手埋入遺物。為了個人的實驗，以A等級以上的遺物為目標，利用愛進行搶奪。本身為等級九的遺物操縱使。擁有「鑑定眼」的能力,能直接看出遺物操縱使的等級以及遺物的能力，並在自己身上埋入了五個遺物所產生的紋章。第三卷被龍司以龍息之痕擊敗後被蘿絲消除身上的四個遺物紋章，並使用身上的第五個遺物紋章後便下落不明。

## 用語
遺物（Lost Precious）
擁有特殊能力的物品。注入強烈意志而產生，想使用必須具備特殊能力。
由高到低分為S、A、B、C、D、E幾種等級。而S級因為過於強大，基本上禁止個人持有（龍司的Slash Breath為特例）。
詛咒物（Cursed Precious）
遺物中受到強大詛咒的物品。會奪走持有能力者的意志並大肆破壞，對他人造成損傷。龍司曾因此暴走，讓英理子受傷，因此產生心靈創傷。
遺物使（Breaker）
能夠使用遺物的人類。能力因人而異，分為一到十級。等級七以上就被稱為高等遺物使。
遺物使的等級是固定的，幾乎不會變動（目前懷疑長時間與高等遺物使相處會提升等級），至少要到達等級五以上才能自由的控制遺物。
全世界只有七個等級十遺物使，後來因為龍司的登入變成八個。
世界遺物保護協會（Society）
負責保護、管理、研究世界遺物的組織。本部位於美國紐約，並在全球的各大城市設有分部。
龍（Dragon）
龍族總稱。擁有翅膀的巨大生物。誕生在世界上時為人類姿態，與人類的差異只在單手的手背上具有龍紋。
從卵孵化時為人類十歲左右的外表，成年後能夠變身為龍的姿態並發揮特殊能力。
有多種不同種族，各自在隔離結界中生活，並擁有大量的遺物。龍族本身在滿足一定的條件下也能夠製造遺物。
紅龍
操控火焰力量的龍族，極為好戰，是破壞力最強的龍族。
紅龍使用的火焰有淨化執念的效果，所以可以消去遺物或是詛咒物。
手背上龍紋為紅色，呈玫瑰狀排列。
白龍
操控冰系力量的龍族，個性溫和中性，以智慧見長。
數量最少的龍，也是龍族中唯一群居的族類，利用結界的力量在歐洲的某處建立了「白龍神國」。
與人類世界崇拜龍的祕密結社有一定程度的關係。
手背上的龍紋為白色，呈冰晶狀排列。
黑龍
操控黑暗力量的龍族，與紅龍一樣好戰，但是比紅龍理智。
會使用腐蝕系的黑暗力量，個性陰暗，為達目的不擇手段。
手背上的龍紋為黑色，呈箭頭狀排列。
藍龍
操控水系力量的龍族。手背上的龍紋為藍色，呈梅花狀排列。
毒牙（Fang）
國際性的搶奪遺物組織，曾將包括七尾家在內的多個知名遺物收藏家的遺物洗劫一空。
P值
P是Physical，即身體的反應數值。
L值
L是指使用遺物（Lost Precious）的能力。

## 出版書籍
| 冊數 | 日文標題 | 中文標題                                        | 日文版                 | 出版日期       | 中文版                 | 出版日期       |
| ---- | -------- | ----------------------------------------------- | ---------------------- | -------------- | ---------------------- | -------------- |
| 1    |          | Dragon Crisis ～龍之界點～ 真紅少女             | ISBN 978-4-08-630339-2 | 2007年1月30日  | ISBN 978-986-209-532-4 | 2008年7月25日  |
| 2    |          | Dragon Crisis ～龍之界點～ 委託人是皇室公主     | ISBN 978-4-08-630353-8 | 2007年4月30日  | ISBN 978-986-209-590-4 | 2008年10月13日 |
| 3    |          | Dragon Crisis ～龍之界點～ 可愛狼少女           | ISBN 978-4-08-630373-6 | 2007年8月30日  | ISBN 978-986-209-774-8 | 2009年3月25日  |
| 4    |          | Dragon Crisis ～龍之界點～ 騷動的新學期         | ISBN 978-4-08-630393-4 | 2007年12月25日 | ISBN 978-986-209-923-0 | 2009年7月27日  |
| 5    |          | Dragon Crisis ～龍之界點～ 蘿絲覺醒             | ISBN 978-4-08-630419-1 | 2008年4月30日  | ISBN 978-986-256-916-0 | 2010年1月21日  |
| 6    |          | Dragon Crisis ～龍之界點～ 德國戀愛算命騷動     | ISBN 978-4-08-630435-1 | 2008年7月25日  | ISBN 978-986-256-270-3 | 2010年4月20日  |
| 7    |          | Dragon Crisis ～龍之界點～ 成人儀式             | ISBN 978-4-08-630456-6 | 2008年11月21日 | ISBN 978-986-256-321-2 | 2010年6月21日  |
| 8    |          | Dragon Crisis ～龍之界點～ 最強成員集合！！     | ISBN 978-4-08-630477-1 | 2009年3月25日  | ISBN 978-986-256-651-0 | 2011年2月9日   |
| 9    |          | Dragon Crisis ～龍之界點～ 突然現身的未婚妻！？ | ISBN 978-4-08-630501-3 | 2009年8月25日  | ISBN 978-986-256-798-2 | 2011年5月25日  |
| 10   |          | Dragon Crisis ～龍之界點～ 女主角是誰！？       | ISBN 978-4-08-630520-4 | 2009年12月25日 | ISBN 978-986-256-883-5 | 2011年8月11日  |
| 11   |          | Dragon Crisis ～龍之界點～ 魔法時間             | ISBN 978-4-08-630544-0 | 2010年5月25日  | ISBN 978-986-310-056-0 | 2012年2月3日   |
| 12   |          | Dragon Crisis ～龍之界點～ 決戰前夜的少女們     | ISBN 978-4-08-630578-5 | 2010年11月25日 | ISBN 978-986-310-180-2 | 2012年5月18日  |
| 13   |          | Dragon Crisis ～龍之界點～ 兩人的契約           | ISBN 978-4-08-630601-0 | 2011年3月25日  | ISBN 978-986-310-325-7 | 2012年9月12日  |

## 电视动画

### 制作人员
- 原作 - 城崎火也（集英社Super Dash文库刊）
- 插画 - 亚方逸树
- 导演 - 橘秀树
- 系列构成 - 仓田英之
- 人物设计 - 石浜真史
- 道具设计 - 森崎贞
- 美术监督 - 伊东和宏
- 色彩设计 - もちだたけし
- 摄影监督 - 下崎昭
- 3D监督 - 滨村敏郎
- 编辑 - 松村正宏
- 音响监督 - 秦昌二
- 音乐 - 宫崎誠
- 动画制作 - STUDIO DEEN

### 主題曲
片头曲

作詞・作曲 - 清龍人 / 編曲 - 高橋剛 / 歌 - 堀江由衣
片尾曲

作詞 - 村野直球 / 作曲 - 前山田健一・大隅知宇 / 編曲 - NARASAKI / 歌 - 桃色幸运草

### 各话目录
| 话数     | 副标题 | 中文标题      | 脚本     | 分镜       | 演出       | 作画监督                   |
| -------- | ------ | ------------- | -------- | ---------- | ---------- | -------------------------- |
| 第一话   |        | 被拐走的少女  | 倉田英之 | 橘秀树     | 橘秀树     | 江森真理子                 |
| 第二话   |        | 黑之襲擊      | 倉田英之 | 橘秀树     | 间岛崇宽   | 龟谷响子 森下升吾          |
| 第三话   |        | 決意之契約    | 倉田英之 | 木村隆一   | 木村隆一   | 江森真理子 津熊健德        |
| 第四話   |        | 海邊的美少女  | 倉田雅弘 | 名村英敏   | 吉田俊司   | 牧内桃子 門智明            |
| 第五話   |        | 禁忌的觉醒    | 倉田雅弘 | 加藤敏幸   | 上田茂     | 氏家章雄                   |
| 第六話   |        | 狼之襲擊      | 倉田英之 | 小島正士   | 間島崇寬   | 津熊健德 武本大介          |
| 第七話   |        | 狼群們的真相  | 倉田英之 | 福田紀之   | 小林浩輔   | 福田紀之 筆坂明規          |
| 第八話   |        | 危險的測試    | 倉田英之 | 室井富美江 | 室井富美江 | 石川洋一 北原廣大          |
| 第九話   |        | 真實之鏡      | 城崎火也 | 松下之宏   | 佐藤光敏   | 稻田真樹 龜谷響子          |
| 第十話   |        | 成人儀式      | 倉田英之 | 松下之宏   | 上田茂     | 氏家章雄 望月謙            |
| 第十一話 |        | Dragon Crisis | 倉田英之 | 桃瀨まりも | 池田重隆   | 阿部達也 吉川真一 伊藤美奈 |
| 第十二話 |        | 契約          | 倉田英之 | 橘秀樹     | 間島崇寬   | 津熊健德                   |

### 播放电视台
日本深夜動畫：下文記載的日本国内播放時間使用日本標準時間（UTC+9）表示。因為部分時間标识會採用30小时制，因此請留意这类超过24:00的时间，其實際播放時間為翌日清晨。
| 播放地区   | 播放电视台     | 播放日期                | 播放时间（UTC+9）          | 所属电视网  | 备考                                |
| ---------- | -------------- | ----------------------- | -------------------------- | ----------- | ----------------------------------- |
| 千叶县     | 千叶电视台     | 2011年1月10日 - 3月28日 | 星期一 25时30分 - 26时00分 | 独立UHF局   |                                     |
| 栃木县     | 栃木电视台     | 2011年1月10日 - 3月28日 | 星期一 25时30分 - 26时00分 | 独立UHF局   |                                     |
| 近畿广域圈 | 读卖电视台     | 2011年1月10日 - 3月28日 | 星期一 25时44分 - 26时14分 | 日本电视系  | 制作委员会参加 「MONDAY PARK」第1部 |
| 神奈川县   | 神奈川电视台   | 2011年1月10日 - 3月28日 | 星期一 25时45分 - 26时15分 | 独立UHF局   |                                     |
| 日本全域   | Kids電視台     | 2011年1月11日 - 3月29日 | 星期二 24時00分 - 24時30分 | 卫星电视    | 製作委員会参加，有重播              |
| 东京都     | 东京都会电视台 | 2011年1月11日 - 3月29日 | 星期二 26时00分 - 26时30分 | 独立UHF局   |                                     |
| 中京广域圈 | 中京电视台     | 2011年1月11日 - 3月29日 | 星期二 26时44分 - 27时14分 | 日本电视系  |                                     |
| 埼玉县     | 埼玉电视台     | 2011年1月12日 - 3月30日 | 星期三 26:00 - 26:30       | 独立UHF局   |                                     |
| 臺灣       | Animax HD      | 2016年8月28日 - 9月8日  | 每日19:30－20:00           | 中華電信MOD | UTC+8，有重播時段                   |

## 外部連結
- Super Dash文庫 《Dragon Crisis!》介紹（日語）
- Super Dash文庫－《Dragon Crisis!》特集（日語）
- http://kizakikairou.blog63.fc2.com/（页面存档备份，存于） 城崎火也 官方網站（日語）
- 逸樹畫店（页面存档备份，存于） 亞方逸樹 官方網站（日語）
- テレビアニメ公式サイト（页面存档备份，存于） 电视动画官方网站（日語）

| 讀賣電視台 MONDAY PARK第一部 星期一 25:44 - 26:14 節目 | 讀賣電視台 MONDAY PARK第一部 星期一 25:44 - 26:14 節目 | 讀賣電視台 MONDAY PARK第一部 星期一 25:44 - 26:14 節目 |
| ------------------------------------------------------ | ------------------------------------------------------ | ------------------------------------------------------ |
|                                                        | 龍之界點 （2011年1月10日 - 3月28日）                   |                                                        |
| 妖怪少爺                                               | 花開物語                                               |                                                        |

| Animax HD 星期一至日 19:30－20:00 節目 | Animax HD 星期一至日 19:30－20:00 節目 | Animax HD 星期一至日 19:30－20:00 節目 |
| -------------------------------------- | -------------------------------------- | -------------------------------------- |
|                                        | 龍之界點 （2016年8月28日－9月8日）     |                                        |
| 境界的彼方 重播                        | 旋風管家！Cuties 重播                  |                                        |